# スペイン1812年憲法

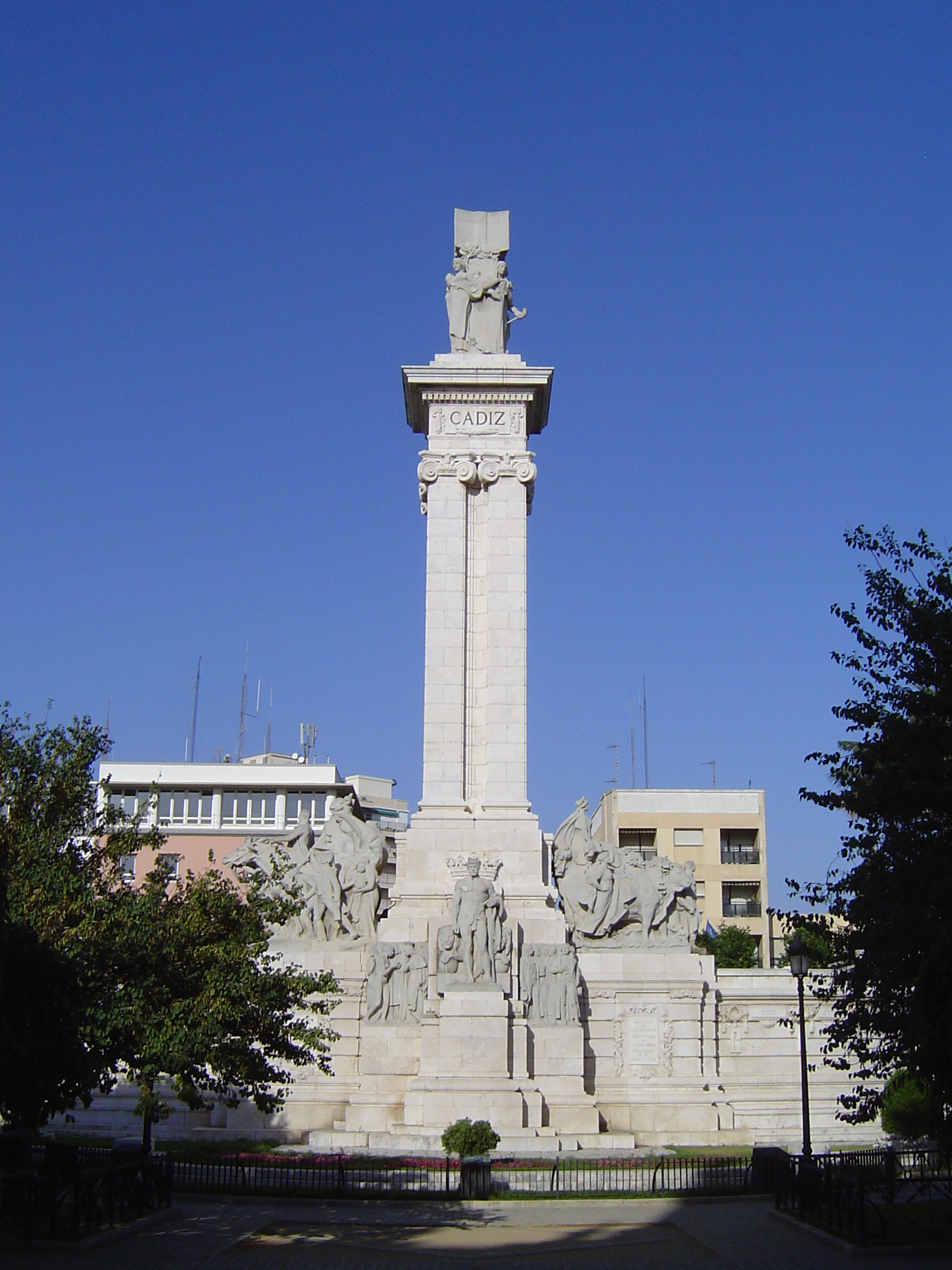
カディスのスペイン広場にある1812年憲法の記念碑

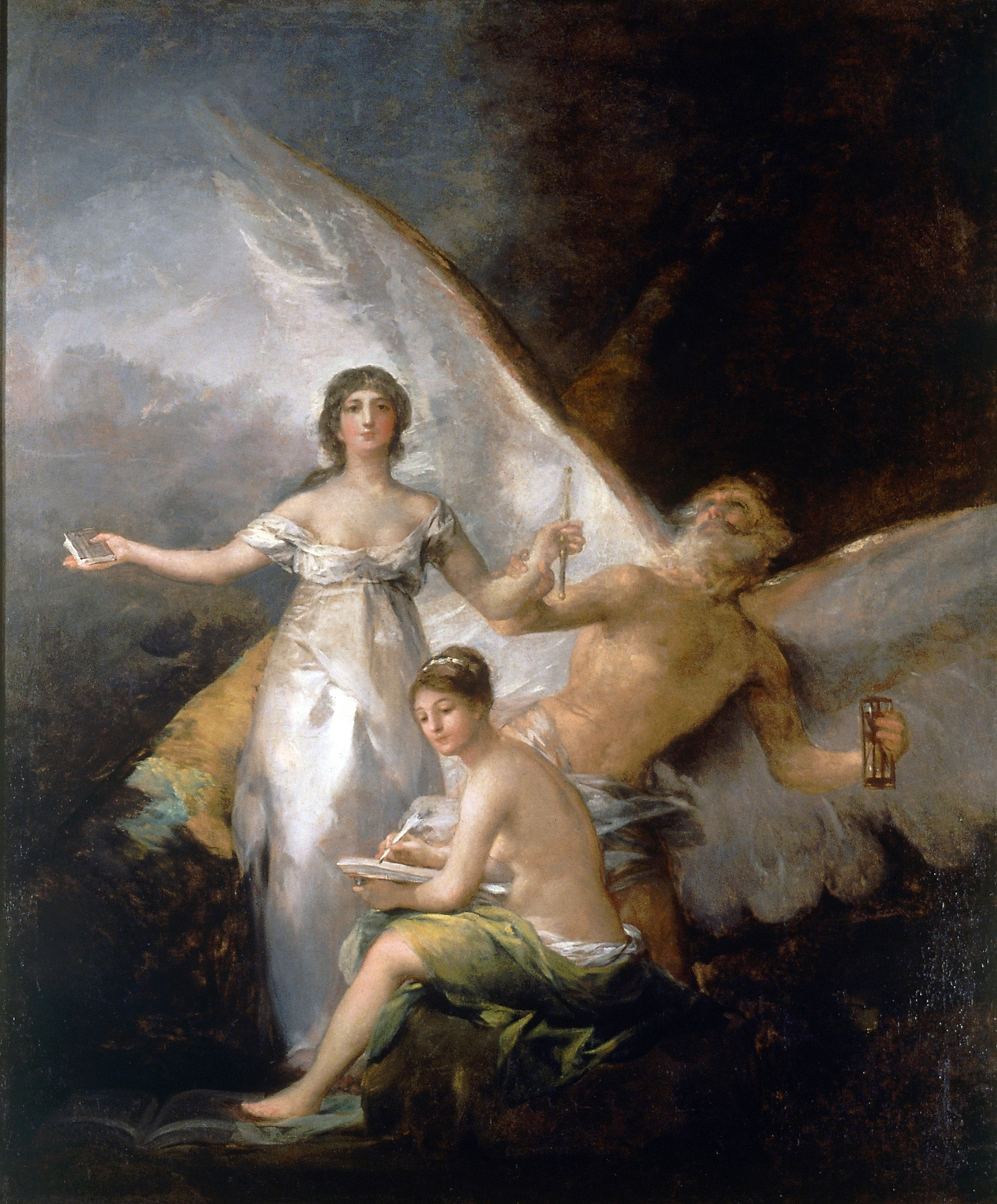
「1812年憲法の寓意」（フランシスコ・デ・ゴヤ、スウェーデン国立美術館）

スペイン1812年憲法（スペイン1812ねんけんぽう、西: Constitución española de 1812）は、カディス・コルテス（避難中のスペインの国民議会（国会））により公布された憲法。カディス憲法（西: Constitución de Cádiz）とも呼ばれる。
サン・ホセの日に採択されたことにちなみ、スペイン人からは「ラ・ペパ」（La Pepa）の愛称で呼ばれた。

## 背景
憲法採択当時、コルテスはスペイン独立戦争（フランス帝国と国王に据えられたホセ1世に対する戦争）の戦火を逃れてカディスに移っていた。この戦争は1808年5月2日夜に始まった（この夜はフランシスコ・デ・ゴヤの名画「1808年5月2日、エジプト人親衛隊との戦闘」で不朽のものとされた）。スペイン領内が戦場となり、ナポレオン軍はスペイン人のゲリラとウェリントン公爵指揮下のイギリス軍に対峙した。

## 審議・改革
1810年9月24日に新しくコルテスが開会した。
スペインのみならず、スペイン領植民地すべての民選の代議員が集められた。議会当日に出席したのは議員総数180名のうち104名、そのうち47名は補充議員で、正当な議員は総数の3分の1程度であった。アメリカ植民地に割り当てられた議員数は27名であった。
まもなく基本的諸原理が採択された。すなわち主権在民、スペイン国王としてのフェルナンド7世の正統性、代議士の不可侵性である。カディス・コルテスでは激論が交わされ、スペイン最初の成文憲法が1812年3月12日にカディスで採択された。ナポレオンの武力介入前のスペインではブルボン朝と旧ハプスブルク朝が絶対王政を敷いていた。
憲法制定は、議員数などに不満があるとしても、植民地人にとっては初めての国政参加であり、スペインと植民地アメリカの平等がわずかに進んだかのように思われた。スペイン領アメリカの指導者層の多くは、スペインに忠実であろうとあり続けたが、この後のフェルナンド7世の姿勢により、このムードは打ち壊された。

## 破棄・復活
フェルナンド7世は連合軍の手で1814年3月に復位する際、スペイン政府の新しい憲章を支持すると約束したが、カトリック教会の後押しする保守派の働きかけを受けて数週間足らずで憲法を拒絶し（5月4日）、自由主義派の指導者を逮捕し（5月10日）、コルテスが自身の不在中に同意なく制定した憲法であることを理由に拒絶行為を正当化した。主権は国王一身に存するというブルボン朝の原理を主張するように戻ってしまったのである。
しかし、1820年にリエゴ・イ・ヌニェスが反乱を起こした後に始まる「自由主義の三年間（1820年 - 1823年）」に復活した。
フェルナンドの圧政が1820年の将校の反乱を招いた際、1812年憲法はスペインにおける立憲君主制の実現を願う自由主義派の旗印となった。1823年のトロカデロの戦いの後、自由主義政府から解放されたフェルナンドは激しい怒りをもって自由主義派や立憲主義派を弾圧した。
1837年憲法が制定されるまでリベラリスモの旗印となり、ポルトガルやイタリア、イベロアメリカ諸国の国民主義、リベラリスモに影響を及ぼした。
1812年以後スペインでは、現行の1978年憲法を含め、全部で7つの憲法が制定された。